# José Marques Godinho
José Garcia Marques Godinho (Galveias, 1881 — Lisboa, 24 de Dezembro de 1947) foi um general do Exército Português. Foi um dos oficiais mais medalhados da Primeira Guerra Mundial, sendo Comandante Militar dos Açores, de 1941 a 1942. Veio a ser um dos principais organizadores da tentativa de golpe militar contra o regime do Estado Novo que ficou conhecida pela Abrilada de 1947, que se destinava a repôr o espírito democrático inicial da revolução de 28 de Maio de 1926.

## Biografia
Na sequência da tentativa de pronunciamento, em 21 de Julho de 1947 foi detido e conduzido ao Presídio Militar da Trafaria, onde sofreu um rápido agravamento de uma patologia cardíaca que já o afectava. Veio a falecer no Hospital Militar da Estrela no dia 24 de Dezembro de 1947. Na sequência da sua morte, a sua família processaria o ministro da Guerra, Fernando Santos Costa, por homicídio voluntário, tendo por advogado, Adriano Moreira. O processo levaria à prisão os membros da família do general Marques Godinho envolvidos e o próprio Adriano Moreira.

## Condecorações
- Cavaleiro da Ordem Militar de Cristo de Portugal (28 de junho de 1919)
- Comendador da Ordem Militar de Avis de Portugal (5 de outubro de 1922)
- Grande-Oficial da Ordem Militar de Avis de Portugal (30 de agosto de 1940)
- Grande-Oficial da Ordem Militar de Cristo de Portugal (19 de novembro de 1941)[3]